# Campylocheta latigena
Campylocheta latigena là một loài ruồi trong họ Tachinidae.